# Johann August Messerich

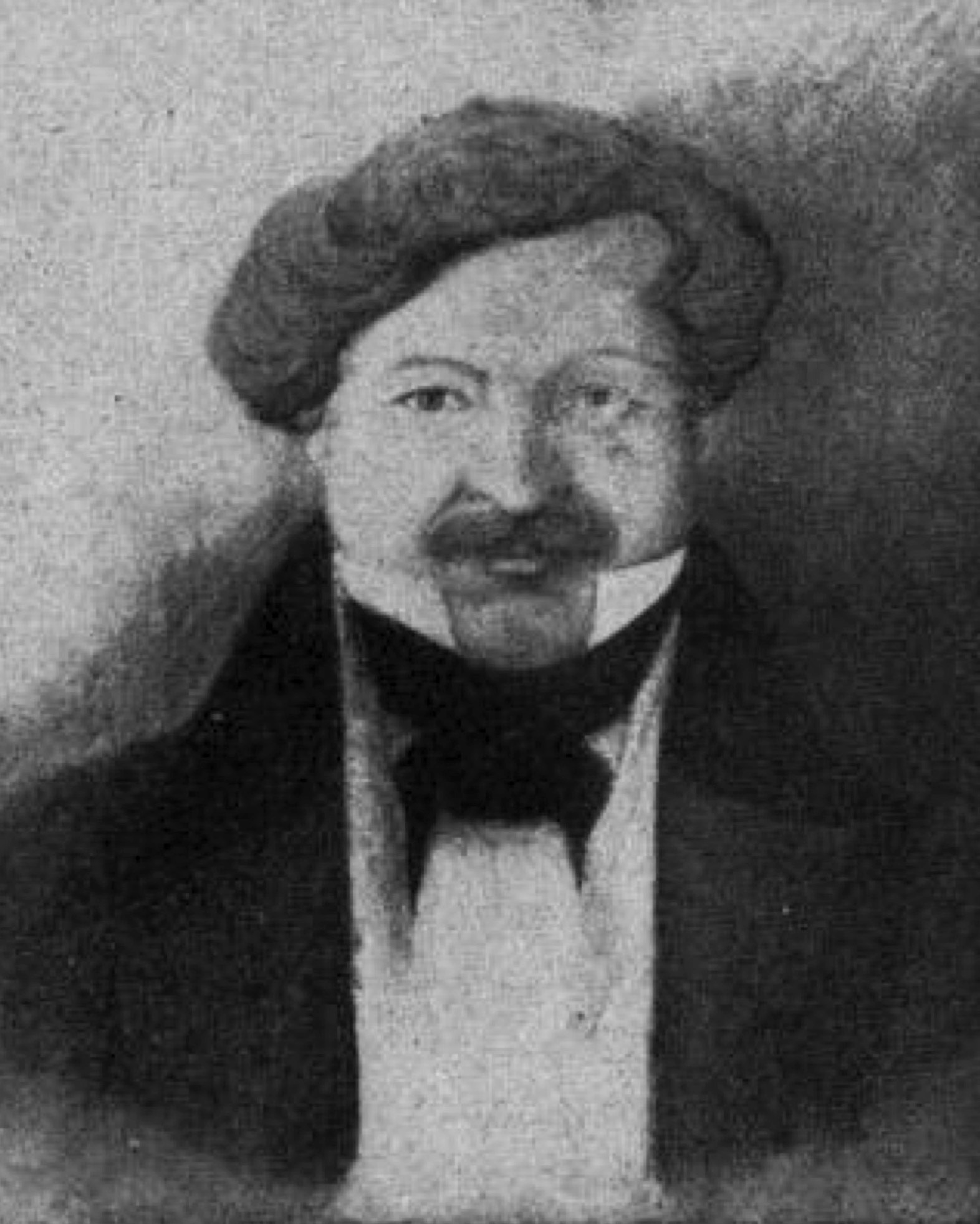
Johann August Messerich, gezeichnet von Fritz Reuter 1837

Johann August Messerich (geboren 26. Januar 1806 in Bitburg; gestorben 3. Januar 1876 in Trier) war ein deutscher Rechtsanwalt und Abgeordneter der Preußischen Nationalversammlung. 

## Leben
Johann August Messerich besuchte das Königliche Gymnasium in Trier und erhielt 1825 dort sein Abitur. Er studierte Rechtswissenschaften an der Friedrich-Wilhelms-Universität in Bonn (1829) und seit dem Wintersemester 1832/33 an der Ruprecht-Karls-Universität in Heidelberg. Dort schloss er sich dem Deutschen Preß- und Vaterlandsverein an. 1830 wurde er Mitglied der Alten Bonner Burschenschaft, 1831 der Alten Heidelberger Burschenschaft / Fäßlianer. Er nahm 1834 am Hambacher Fest teil. Er wurde aufgrund seiner Teilnahme am Hambacher Fest 1834 in Trier verhaftet. In Berlin wurde er zu 13 Jahren Festungshaft verurteilt, jedoch 1839 aus der Haft entlassen. Danach wurde Messerich Auskulator beim Landgericht in Düsseldorf, 1841 Referendar und 1845 zum Advokaten ernannt.
Bei den Wahlen zur Nationalversammlung in Frankfurt am Main 1848 wurde Messerich zum Wahlmann in Trier gewählt, der die Wahl von Ludwig Simon unterstützte. 1848 wurde Messerich in die Preußische Nationalversammlung für den „Wahlkreis Bitburg“  gewählt. 1849 war er Abgeordneter im Preußischen Abgeordnetenhaus. In beiden Gremien gehörte er der „äußersten Linken“ an.
Messerich war mit Karl Marx befreundet und traf ihn letztmals 1863, als Marx in Trier weilte.
1875 wurde ihm der Titel Justizrat verliehen. Johann August Messerich starb am 3. Januar 1876 in Trier.

## Werke
- mit Johann Baptist Schwickerath,  Eduard von Reichenbach,  Jean Augustin Messerich u. a.: Die unterzeichneten Abgeordneten beehren sich hiermit, den Entwurf zu einem Gesetze über die Verfassung der Gemeinden, Kreise und Bezirke des Preußischen Staates nebst den dazugehörenden Anlagen zu überreichen und eine baldige Berathung desselben in den Abtheilungen zu beantragen.  Berlin 10. August 1848. (Digitalisat)